# Albert Agarounov
Albert Agarounovitch Agarounov (en azéri : Albert Aqarunoviç Aqarunov), né le 25 avril 1969 à Bakou et mort le 8 mai 1992 à Chouchi, est un militaire azerbaïdjanais, héros national, combattant de la guerre du Haut-Karabagh.

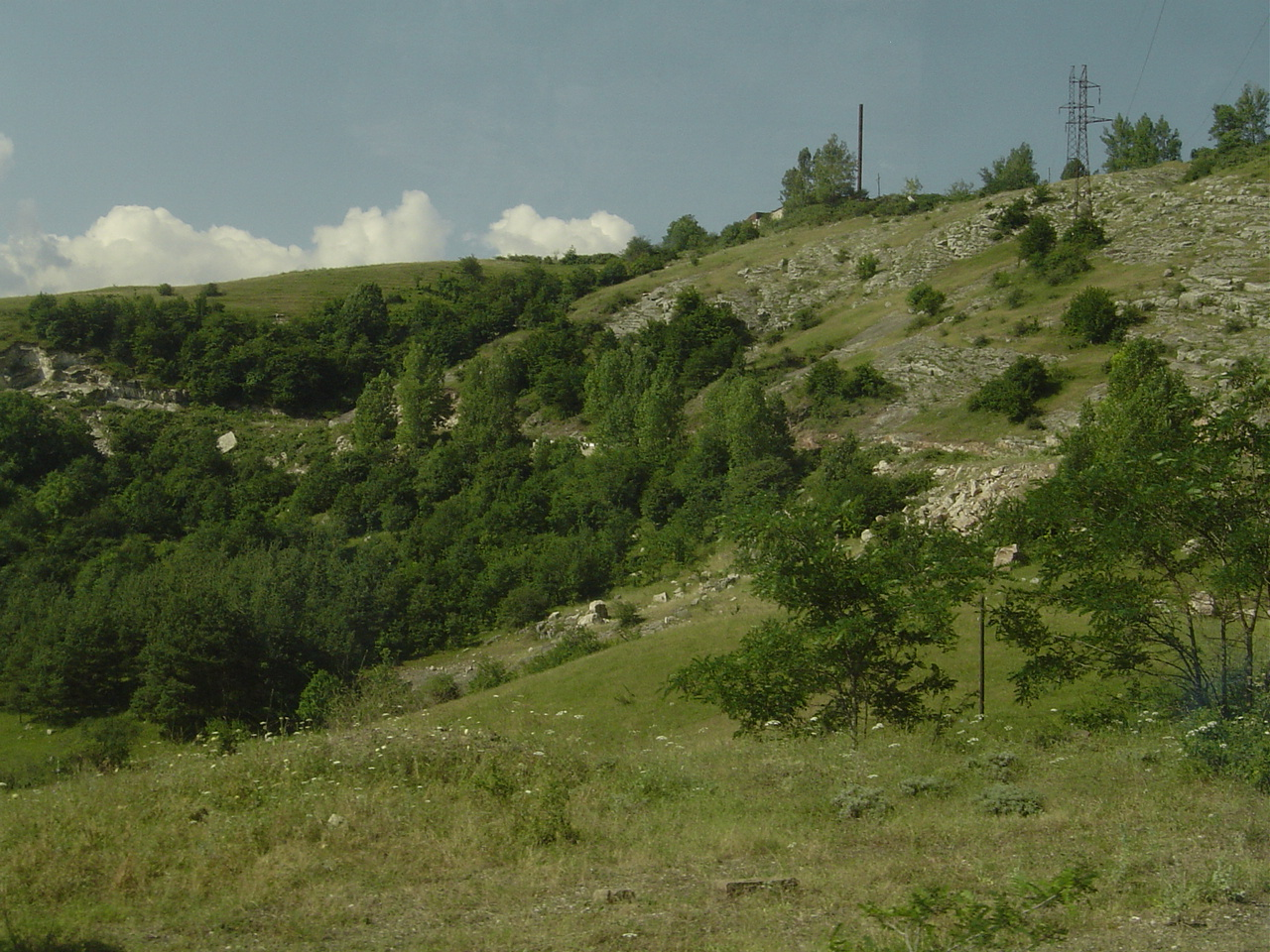
La route menant à Chouchi où la rencontre entre les chars d'Avcharian et d'Agarounov a eu lieu.

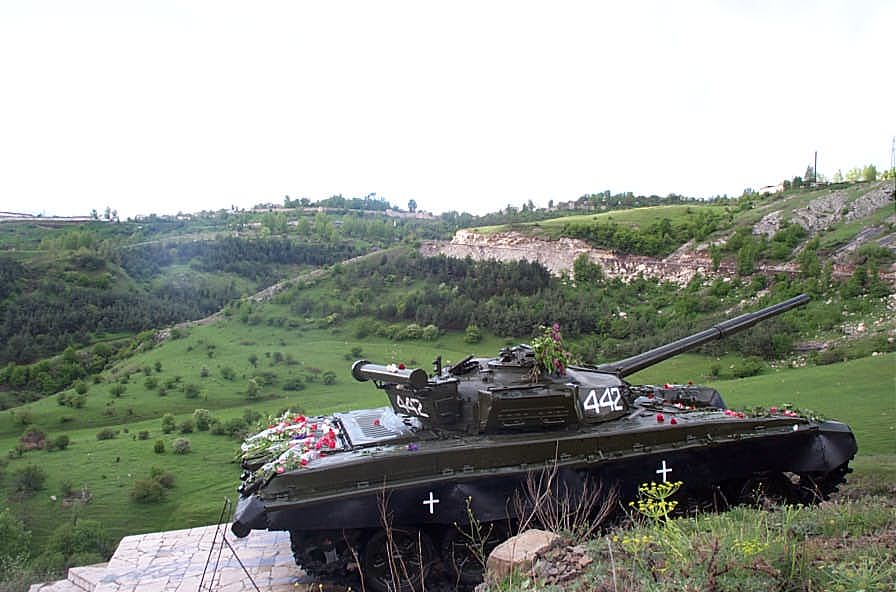
Le char-mémorial 442.

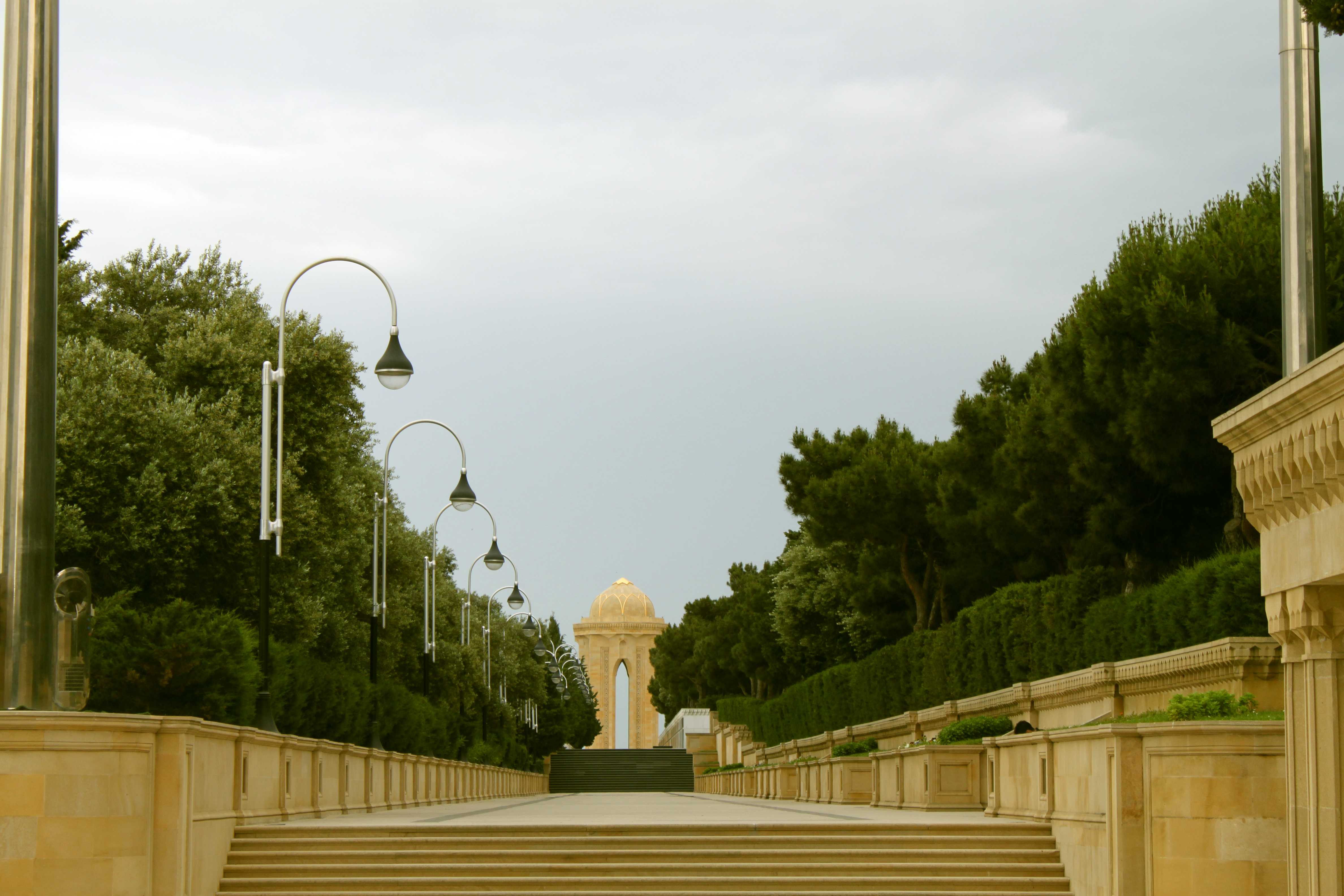
L'allée des Martyrs à Bakou.

## Biographie

### Jeunesse
Asif Agarounovitch Agarounov est né le 25 avril 1969 dans une famille de Juifs des montagnes dans la municipalité de Əmircan à Bakou. Il est l'un des dix enfants d'Agaroun et Leah Agarounov. Il s’intéresse à la musique dès son plus jeune âge et suit des cours de trompette. Après avoir fini la huitième classe de l’école secondaire no 154, il entre à l’école professionnelle où il obtient une qualification en mécanique.
De 1987 à 1989, il effectue son service militaire dans l'armée soviétique en Géorgie et devient chef de char. Après sa démobilisation, il revient à Bakou et travaille dans l’usine d’ingénierie à Sourakhani.

### Guerre du Haut-Karabakh et participation aux batailles
Au début de la guerre du Haut-Karabakh, Agarounov décide de s’engager volontairement dans l'armée azerbaïdjanaise, malgré les réticences de ses parents.
Albert Agarounov, nommé chef de char, combat au sein du bataillon spécial 777 dirigé par Eltchin Mammadov qui tente de reprendre la ville de Choucha aux Arméniens. En mai 1992, quand les troupes arméniennes lancent leur offensive pour prendre la ville, Agarounov est affecté au tank no 553 qui détruit le tank T-72 no 442 commandé par Gagik Avcharian quand celui-ci tente de pénétrer dans Choucha.
Le commandant Avcharian, le chauffeur mécanicien Achot Avanessian et le tireur d’artillerie Chahen Sarkissian meurent tous trois dans l'attaque. Après la guerre, leur char est repeint en vert foncé avec l'inscription « 442 » et installé par les autorités du Haut-Karabagh en haut de la colline, avec le canon pointé vers Chouchi.

### Mort
Le 8 mai 1992, Agarounov est abattu par un tireur d’élite sur la route qui relie Choucha à Latchine alors qu'il est sorti de son char pour récupérer les corps de soldats azerbaïdjanais morts sur le champ de bataille. 
Lors de ses obsèques, un rabbin et un mollah dirigent conjointement les prières. Il est enterré dans l'allée des Martyrs à Bakou.

### Hommages
Le titre de Héros national de l'Azerbaïdjan lui est décerné à titre posthume par le décret no 833 du président de la République d'Azerbaïdjan en date du 7 juin 1992. 
- 1992 —  Héros national de l'Azerbaïdjan.
- 2016 —  Ordre Aslanov Aslanov.